# 곡교천로
곡교천로(Gokgyocheon-ro)는 충청남도 아산시 온양동 신정삼거리에서 충청남도 아산시 배방읍 배방1교차로를 잇는 도로이다.

## 주요 경유지
충청남도
- 아산시 (온양동 . 탕정면 . 배방면)

## 노선
| 이름          | 접속 노선      | 소재지 | 소재지 | 비고 |
| ------------- | -------------- | ------ | ------ | ---- |
| 신정삼거리    | 온천대로       | 아산시 | 온양동 |      |
| 옥정사거리    | 아산로         | 아산시 | 온양동 |      |
| (이름없음)    | 시민로         | 아산시 | 온양동 |      |
| 충무 교차로   | 충무로         | 아산시 | 온양동 |      |
| 샛들다리      |                | 아산시 | 온양동 |      |
| (이름없음)    | 한내로         | 아산시 | 탕정면 |      |
| 갈산1 교차로  | 갈산교로       | 아산시 | 탕정면 |      |
| 갈산2 교차로  | 갈산교로       | 아산시 | 탕정면 |      |
| 곡교천교      |                | 아산시 | 탕정면 |      |
| 매곡 교차로   | 한들물빛도시로 | 아산시 | 탕정면 |      |
| 배방1 교차로  | 새아산로       | 아산시 | 배방읍 |      |
| 광장로와 직결 |                |        |        |      |

## 주요 건물 및 시설
- 경동택배 아산방축162영업소 (곡교천로 23/방축동 162)
- GS칼텍스 동일주유소 (곡교천로 151/온천동 945)
- 온양장례식장 (곡교천로 171/온양1동 916)
- E1 아산온천LPG충전소 (곡교천로 177/온천동 942)
- HD현대오일뱅크 강변셀프주유소 (곡교천로 288/권곡동 353-11)
- 아산곡교야영장 (곡교천로 407/권곡동 60-13)